# Leptoneta paikmyeonggulensis
Leptoneta paikmyeonggulensis är en spindelart som beskrevs av Paik och Seo 1984. Leptoneta paikmyeonggulensis ingår i släktet Leptoneta och familjen Leptonetidae. Inga underarter finns listade i Catalogue of Life.